# Dan Zimmermann
Dan Zimmermann właściwie Daniel Hans Erwin Zimmermann (ur. 30 października 1966) – niemiecki perkusista heavymetalowy znany przede wszystkim jako wieloletni perkusista power metalowego zespołu Gamma Ray, w którym grał w latach 1997–2012. Grał również w takich zespołach jak Freedom Call czy Iron Savior.
W 2010 roku opuścił zespół Freedom Call. Dwa lata później odszedł z zespołu Gamma Ray ogłaszając odpoczynek od branży muzycznej. Zastąpił go Michael Ehré.

## Dyskografia[1]
- Gamma Ray (1997–2012)
  - Somewhere Out In Space (1997)
  - Powerplant (1999)
  - No World Order (2001)
  - Majestic (2005)
  - Land of the Free II (2007)
  - To the Metal! (2010)
- Freedom Call (1998–2010)
  - Stairway to Fairyland (1999)
  - Crystal Empire (2001)
  - Eternity (2002)
  - The Circle of Life (2005)
  - Dimensions (2007)
  - Legend of the Shadowking (2010)
- Iron Savior (1998–1999)
  - Unification (1999)